# Елизабет София фон Бранденбург (1589 – 1629)
Елизабет София фон Бранденбург (на немски: Elisabeth Sophie von Brandenburg; * 13 юли 1589, Берлин; † 24 декември 1629, Франкфурт на Одер) от род Хоенцолерн, е принцеса от Бранденбург и чрез женитби княгиня Радзивил и херцогиня на Саксония-Лауенбург.

## Живот
Дъщеря е на курфюрст Йохан Георг фон Бранденбург (1525 – 1598) и третата му съпруга Елизабет Анна, принцеса на Анхалт (1563 – 1607), дъщеря на княз Йоахим Ернст фон Анхалт.
Елизабет София се омъжва на 27 март 1613 г. в Берлин за княз Януш I Радзивил (1579 – 1620), оберхауптман на Великото литовско княжество. Тя е втората му съпруга. Той умира на 3 декември 1620 г. Те имат син:
- Богуслав Радзивил (* 3 май 1620, † 31 декември 1669), княз Радзивил

∞ 1665 принцеса Анна Мария Радзивил (1640 – 1667)
Княз Януш ѝ купува господството с града и двореца Лихтенберг (Оберфранкен) в Княжество Байройт през 1617 г. за 100 000 гулдена от фамилията фон Валденфелс и тя го продава през 1628 г. на брат си Христиан фон Бранденбург.
На 27 февруари 1628 г. Елизабет София се омъжва в Тойзинг за принц Юлий Хайнрих фон Саксония-Лауенбург (1586 – 1665) от род Аскани, херцог на Саксония-Лауенбург от 1656 до 1665 г., с когото има един син:
- Франц Ердман (1629 – 1666), херцог на Саксония-Лауенбург

∞ 1653/54 принцеса Сибила Хедвиг от Саксония-Лауенбург (1625 – 1703), дъщеря на херцог Август от Саксония-Лауенбург.
Елизабет София е погребана в църквата Мария във Франкфурт на Одер.